# Peter Hol
Peter Hol, född 19 mars 1883 i Oslo, död 22 juni 1981 i Winnipeg i Kanada, var en norsk gymnast och fotbollsspelare. 

## Karriär
Hol föddes i Oslo men flyttade som sjuåring med sin familj till Skien. Han började med gymnastik som 15-åring 1898.
Vid extraspelen 1906 i Aten var Hol en del av Norges lag som tog guld i lagtävlingen. Vid olympiska sommarspelen 1908 i London var han en del av Norges lag som tog silver i lagtävlingen. Hol slutade även på 70:e plats i den individuella mångkampen.
Vid olympiska sommarspelen 1912 i Stockholm var Hol en del av Norges lag som tog brons i lagtävlingen i svenskt system. Vid olympiska sommarspelen 1920 i Antwerpen var han en del av Norges lag som tog silver i lagtävlingen i fritt system. Hol slutade även på 14:e plats i den individuella mångkampen.
Hol spelade även fotboll i Odds BK och blev norsk mästare tre gånger (1903, 1904 och 1905).